# American Motors Inc.
American Motors Inc. war ein US-amerikanischer Hersteller von Automobilen.

## Unternehmensgeschichte
Das Unternehmen wurde 1917 in New York City im US-Bundesstaat New York gegründet. Die Produktion von Automobilen begann, die ausschließlich für den Export bestimmt waren. Der Markenname lautete Amco. Das Produktionswerk befand sich zunächst in Norwalk in Connecticut und später in Stamford. Konstrukteur war D. M. Eller. 1922  endete die Produktion.

## Fahrzeuge
Verschiedene Vierzylindermotoren mit rund 35 PS Leistung trieben die Fahrzeuge an. Sie kamen von GB & S, Herschell-Spillman und Rutenber. Das Fahrgestell hatte 290 cm Radstand. Die offenen Tourenwagen boten Platz für fünf Personen. Zur Wahl standen Links- und Rechtslenkung.